# Trollhättan
Trollhättan ist eine Stadt und ein wichtiger Industriestandort in der westschwedischen Provinz Västra Götalands län sowie in der historischen Provinz Västergötland.
Trollhättan liegt 75 km nördlich von Göteborg, 10 km südlich von Vänersborg und 25 km östlich von Uddevalla. Die Stadt ist Hauptort der gleichnamigen Gemeinde. Ein kleiner Teil (5 Hektar ohne Einwohner, also kein Tätort) liegt auf dem Territorium der nördlich benachbarten Gemeinde Vänersborg.

## Wirtschaft
Bekannte ortsansässige Unternehmen sind GKN Aerospace Sweden, National Electric Vehicle Sweden AB (Saab Automobile), Saab (Maschinenbau- und Flugzeugindustrie), HP sowie Produktionsstudios für Filme (Dogville, Dancer in the Dark und Kim Novak badete nie im See von Genezareth entstanden hier). Die Filmproduktion hat der Stadt den scherzhaften Namen „Trollywood“ eingebracht. Weiterhin gibt es eine bedeutende elektrochemische Industrie und die Hochschule West.
Automobilwerk und Entwicklungszentrum der Firma Saab liegen am Stadtrand. Es existiert auch ein Automuseum mit vielen historischen Saab-Modellen auf dem Gelände der ehemaligen Nohab-Werke. Der Stromversorgung dienen die Wasserkraftwerke Hojum und Olidan an den 32 Meter hohen Trollhättan-Fällen des Göta älv, Schwedens wasserreichstem Fluss. Der Trollhätte-Kanal führt den Schiffsverkehr um die Wasserfälle herum.
Schon im 18. Jahrhundert versuchte der Erfinder und Unternehmer Christopher Polhem erfolglos, die Wasserfälle zu bändigen. Erst 1800 konnte eine funktionierende Schleusentreppe installiert werden. Etwa zwei Kilometer südlich von den Wasserfällen können die Alten Schleusen von Trollhättan besichtigt werden. In der Nähe befinden sich auch die Neuen Schleusen, die heute der Schifffahrt dienen. Die Trollhättan-Fälle liegen heute die meiste Zeit trocken, da das Wasser inzwischen durch Kraftwerksturbinen hindurchgeleitet wird.
In den Monaten Mai, Juni und September werden einmal in der Woche (Samstag 15:00 Uhr), in den Monaten Juli und August einmal täglich (15:00 Uhr) die Tore zu den Wasserfällen geöffnet, um Schaulustigen die Gewalt der Wasserströme vorzuführen. Zudem sind ab und an zusätzliche Öffnungen der Tore nötig, falls der Wasserstand des Vänern gesenkt werden muss.

Trollhättan
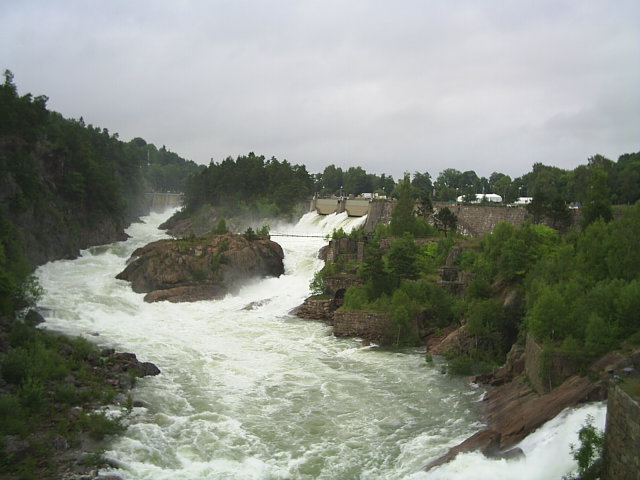
Trollhättan-Fälle
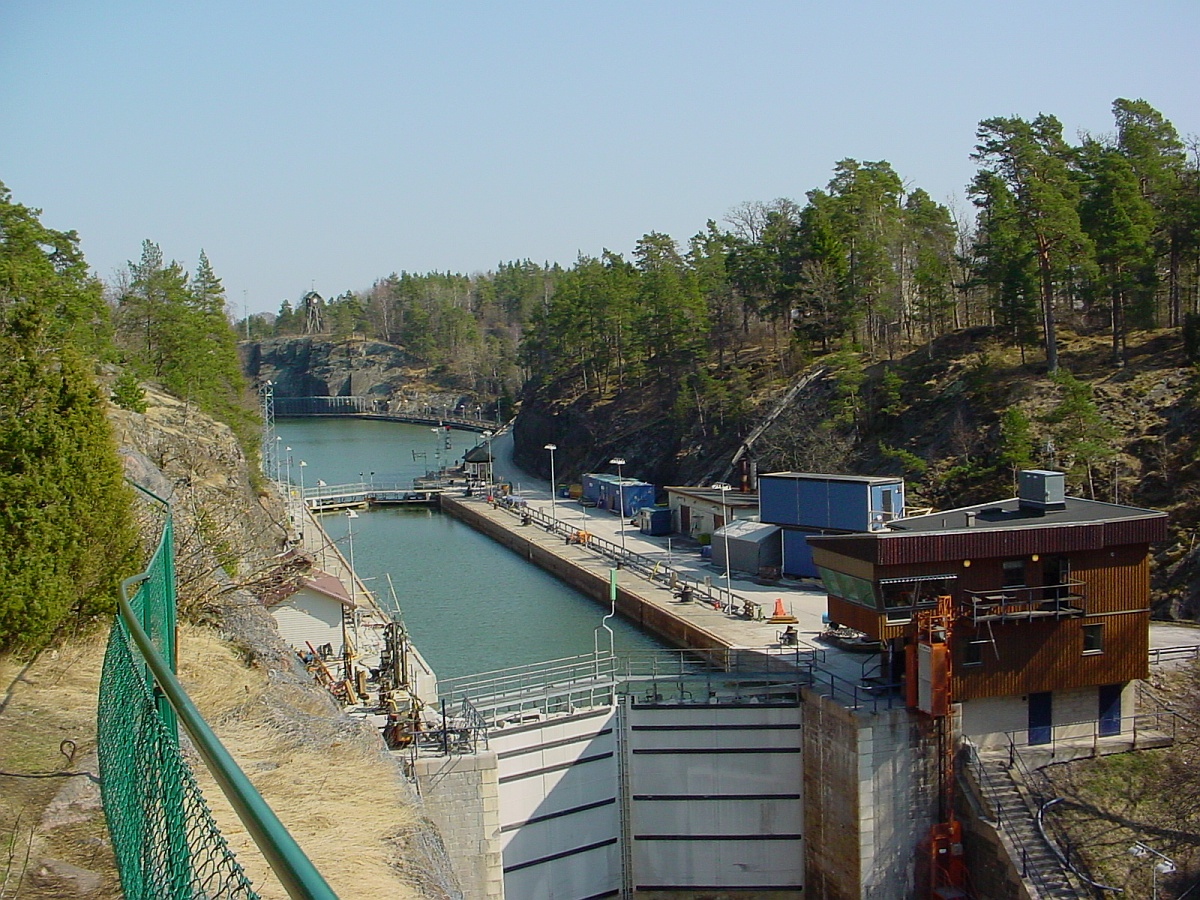
Neue Schleuse (1916) im Trollhättan-Kanal
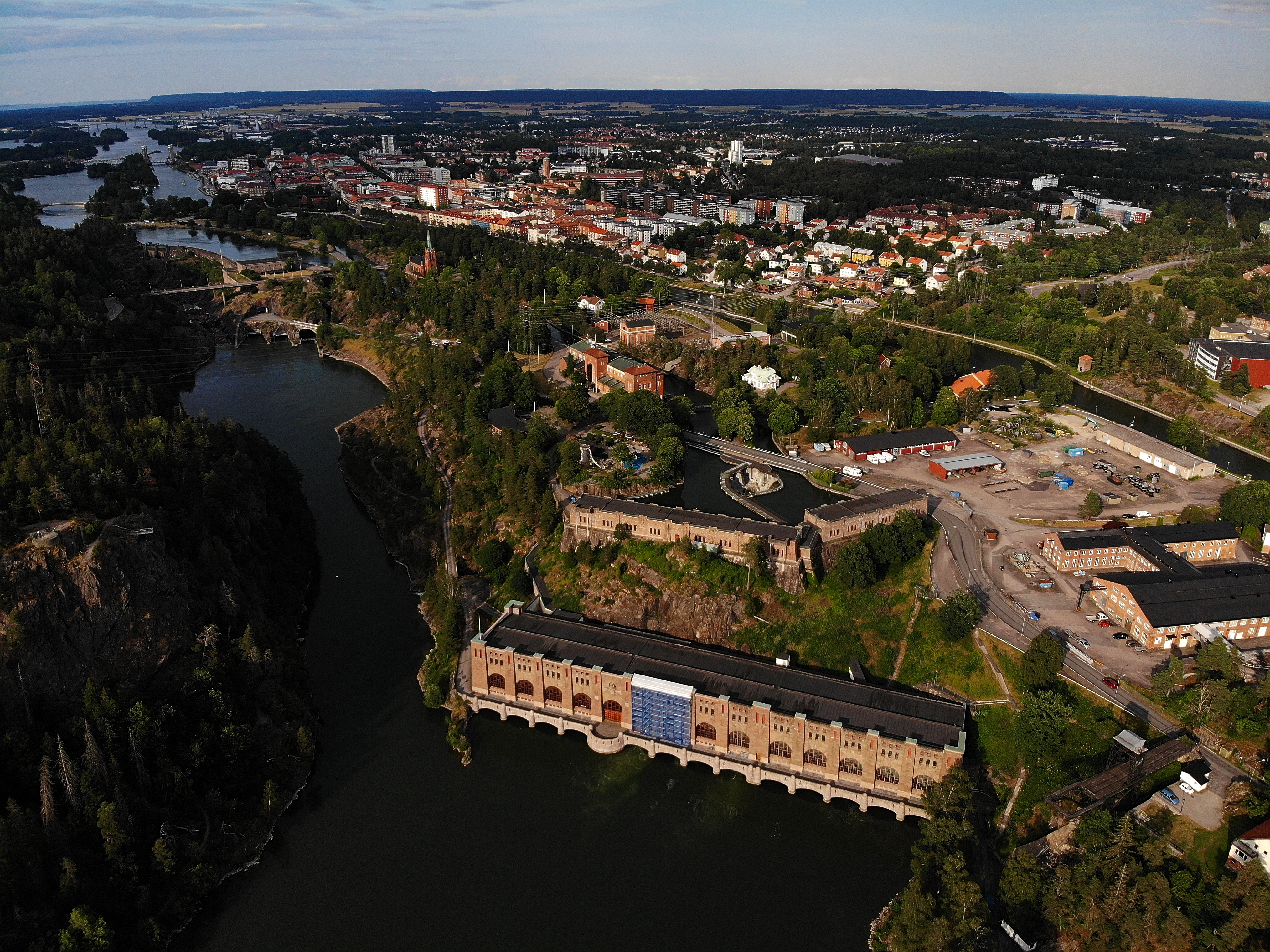
Trollhättan Luftaufnahme (2021)
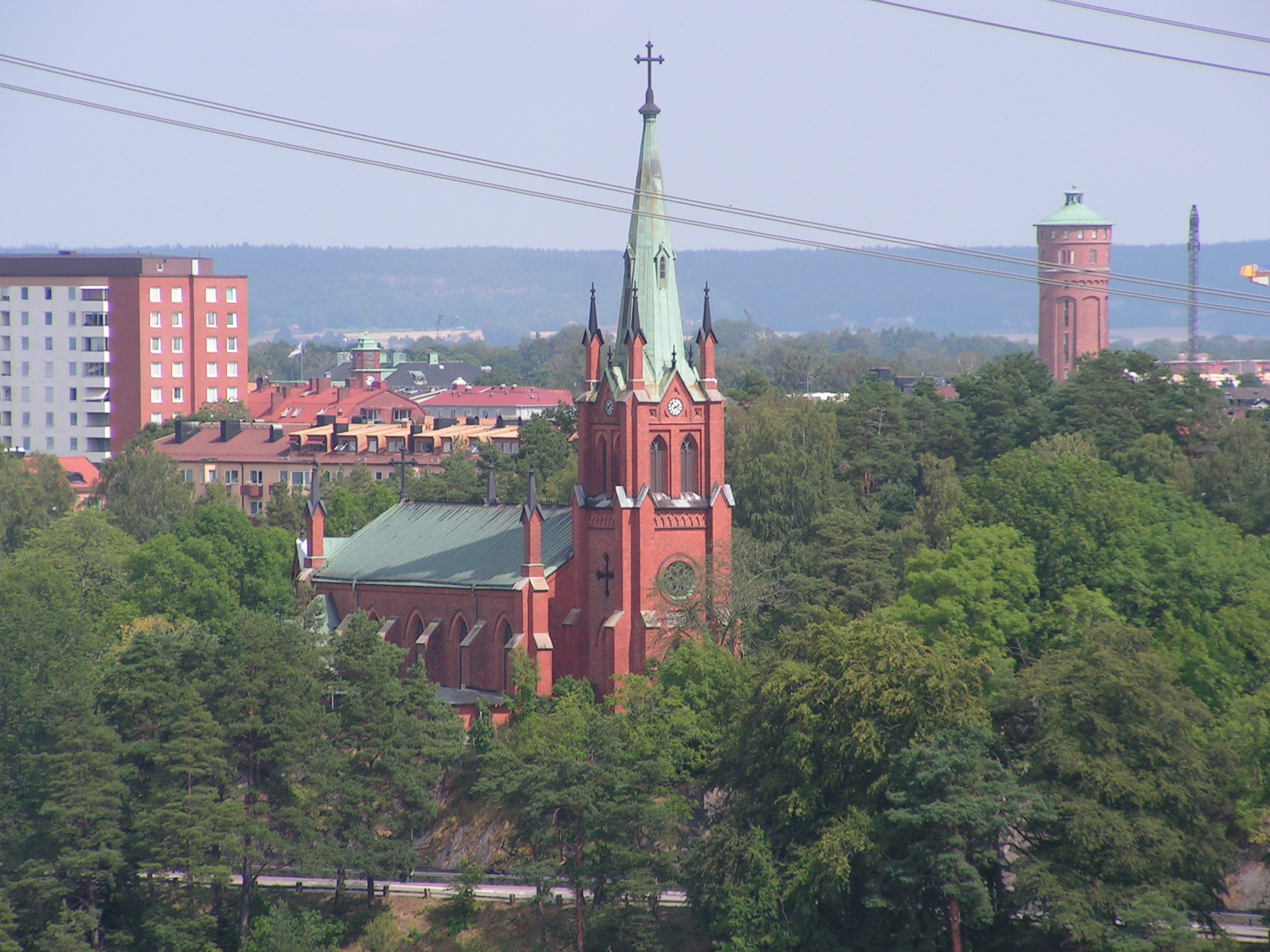
Kirche von Trollhättan
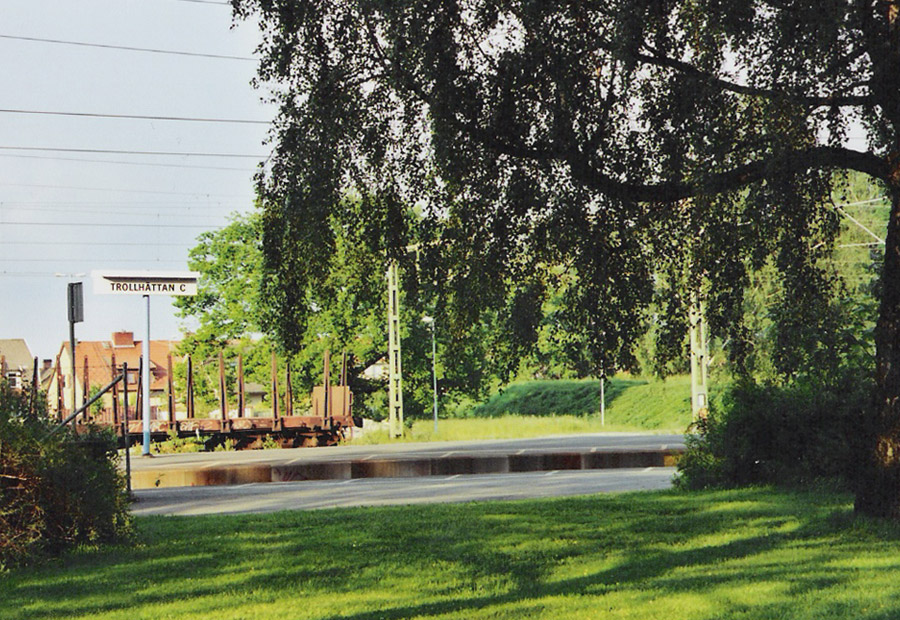
Am Trollhättaner Bahnhof

## Sehenswürdigkeiten
Die Kirche von Trollhättan, die direkt neben den Wasserfällen liegt, ist im neugotischen Stil erbaut und wurde im Jahr 1862 eingeweiht. Der Architekt war Wilhelm Edelsvärd. Der Bau wurde mit Mitteln der Kanalgesellschaft finanziert und war eine Schenkung an die Gemeinde Trollhättan.
Interessant ist der Besuch des Trollhätte Kanalmuseums. Es liegt nahe der oberen Schleuse. Hier bekommt man gute Einblicke in die Geschichte des Kanals.
Die Steinkiste von Sjökullen (schwedisch Hällkista i Sjökullen) liegt in Upphärad in der Gemeinde Trollhättan.

## Verkehr
Trollhättan besitzt einen Bahnhof an der Vänerbana und ist so von Oslo, Göteborg, Stockholm, Halden und Uddevalla bzw. Strömstad aus mit dem Zug erreichbar. Vom Flughafen Trollhättan/Vänersborg besteht eine Linienverbindung nach Stockholm/Bromma. Über den Trollhätte-Kanal und die Göta Älv ist der Vänern auch für kleine Seeschiffe zugänglich.

## Söhne und Töchter der Stadt
- Arne Hülphers (1904–1978), Jazzmusiker, Pianist und Kapellmeister
- Arne Andersson (1917–2009), Leichtathlet
- Bertil Antonsson (1921–2006), Ringer im Schwergewicht
- Erik Carlsson (1929–2015), Rallyefahrer
- Hans Antonsson (1934–2021), Ringer
- Lennart Bengtsson (* 1935), Klimatologe, Meteorologe und Hochschullehrer
- Christer Bothén (* 1941), Jazzmusiker
- Bo Johnson Theutenberg (* 1942), Jurist und Diplomat
- Rune Almén (* 1952), Hochspringer
- Frank Andersson (1956–2018), Ringer im Halbschwergewicht
- Nicolaus von Wirén (* 1962), Agrarbiologe
- Håkan Mild (* 1971), Fußballspieler
- Jayne Svenungsson (* 1973), Theologin und Autorin
- Gustaf Andersson (* 1974), Fußballspieler
- Linus Fagemo (* 1977), Eishockeyspieler
- Kristian Karlsson (* 1991), Tischtennisspieler
- Nils van der Poel (* 1996), Eisschnellläufer
- Emil Johansson (* 1999), Radsportler
- Rasmus Dahlin (* 2000), Eishockeyspieler